# Metropolia Astana
Metropolia Astana (łac. Metropoli Astanansis) – jedyna metropolia obrządku łacińskiego w Kościele katolickim w Kazachstanie. Ustanowiona 17 maja 2003 bullą przez Jana Pawła II, obejmująca swoim zasięgiem cały kraj.

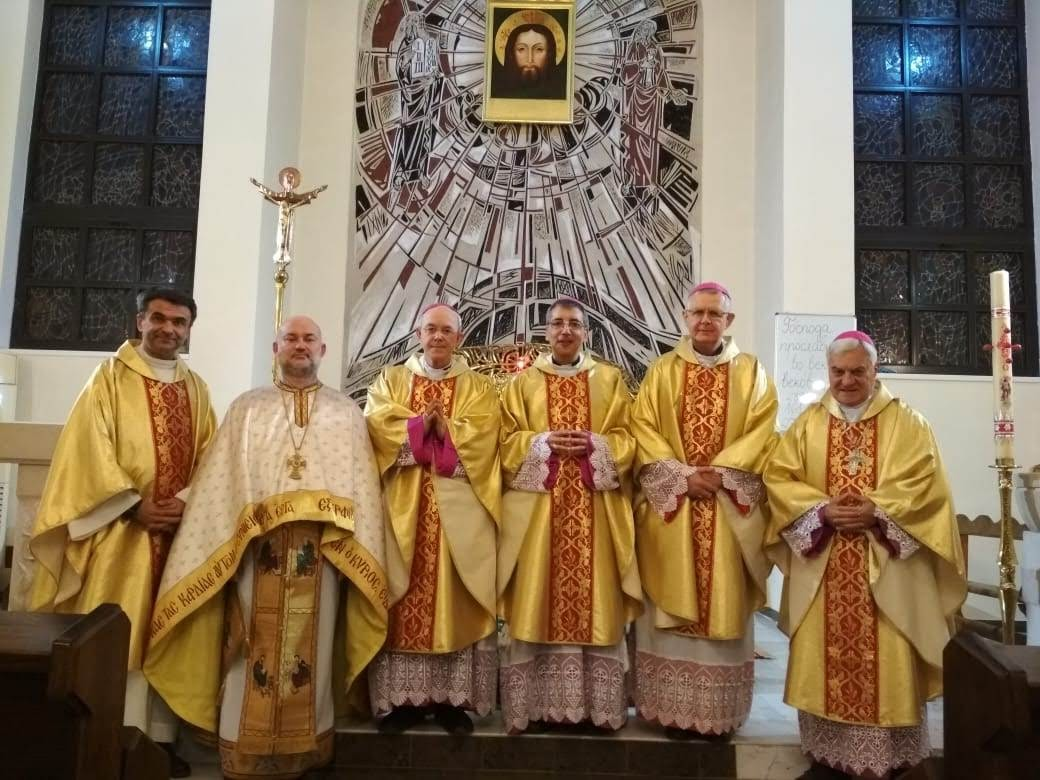
Konferencja Episkopatu Kazachstanu podczas obchodów 20-lecia istnienia Administratury Apostolskiej Atyrau – 13 listopada 2019. Od lewej: ks. Dariusz Buras; ks. Wasyl Howera; bp Athanasius Schneider; bp José Luís Mumbiela Sierra; abp Tomasz Peta; bp Adelio Dell’Oro.

## Historia

### Struktury kościelne
W Kazachstanie struktury kościelne mogły rozwinąć się dopiero po upadku komunizmu. W 1991 została utworzona Administratura Apostolska dla Kazachstanu i Środkowej Azji.
7 lipca 1999 papież Jan Paweł II bullą Ad aptius consulendum dokonał podziału Kazachstanu na cztery jednostki kościelne: diecezję w Karagandzie i trzy administratury apostolskie: w Astanie, Ałmaty i Atyrau.
Administraturą w Astanie kierował od początku ks. Tomasz Peta, który 15 lutego 2001 został przez Jana Pawła II mianowany biskupem.
17 maja 2003 tenże papież podniósł Administraturę w Astanie do rangi Archidiecezji pod wezwaniem Najświętszej Maryi Panny i utworzono Metropolie Astana –  której podlegają: Diecezja Karaganda, Diecezja Świętej Trójcy w Ałmaty i Administratura apostolska Atyrau.
Pierwszym arcybiskupem metropolitą Astana został bp Tomasz Peta.

### Grekokatolicy
1 czerwca 2019 papież Franciszek ustanowił Administraturę apostolską z siedzibą w Karagandzie dla wiernych katolickich obrządku bizantyjskiego, zwanego także Ukraińskim Kościołem Greckokatolickim, obejmującą swoim zasięgiem Kazachstan i kraje Azji Środkowej.
Jednocześnie administratorem apostolskim dla wiernych obrządku bizantyjsko-ukraińskiego papież mianował ks. mitrata Wasyla Howerę – dotychczasowego duszpasterza i delegata Kongregacji ds. Kościołów Wschodnich dla wiernych greckokatolickich w Kazachstanie i Azji Środkowej.

## Diecezje i administratura wchodzące w skład metropolii
1. Archidiecezja Najświętszej Maryi Panny (Astana)
2. Diecezja Karaganda
3. Diecezja Świętej Trójcy (Ałmaty)
4. Administratura apostolska Atyrau

## Biskupi/Administrator metropolii

### Biskup/Administrator diecezji
- Metropolita: ks. abp Tomasz Peta (Astana)
- Sufragan: ks. bp Adelio Dell’Oro (Karaganda)
- Sufragan: ks. bp José Luís Mumbiela Sierra (Ałmaty)
- Administrator apostolski: ks. Peter Sakmár (Atyrau)

### Biskupi pomocniczy
- bp Athanasius Schneider ORC (Astana)
- bp Jewgienij Zinkowski (Karaganda)

### Biskup/Administrator senior
- abp Jan Paweł Lenga MIC (Karaganda)
- ks. Dariusz Buras (Atyrau)